# Ministère prussien de l'Agriculture, des Domaines et des Forêts

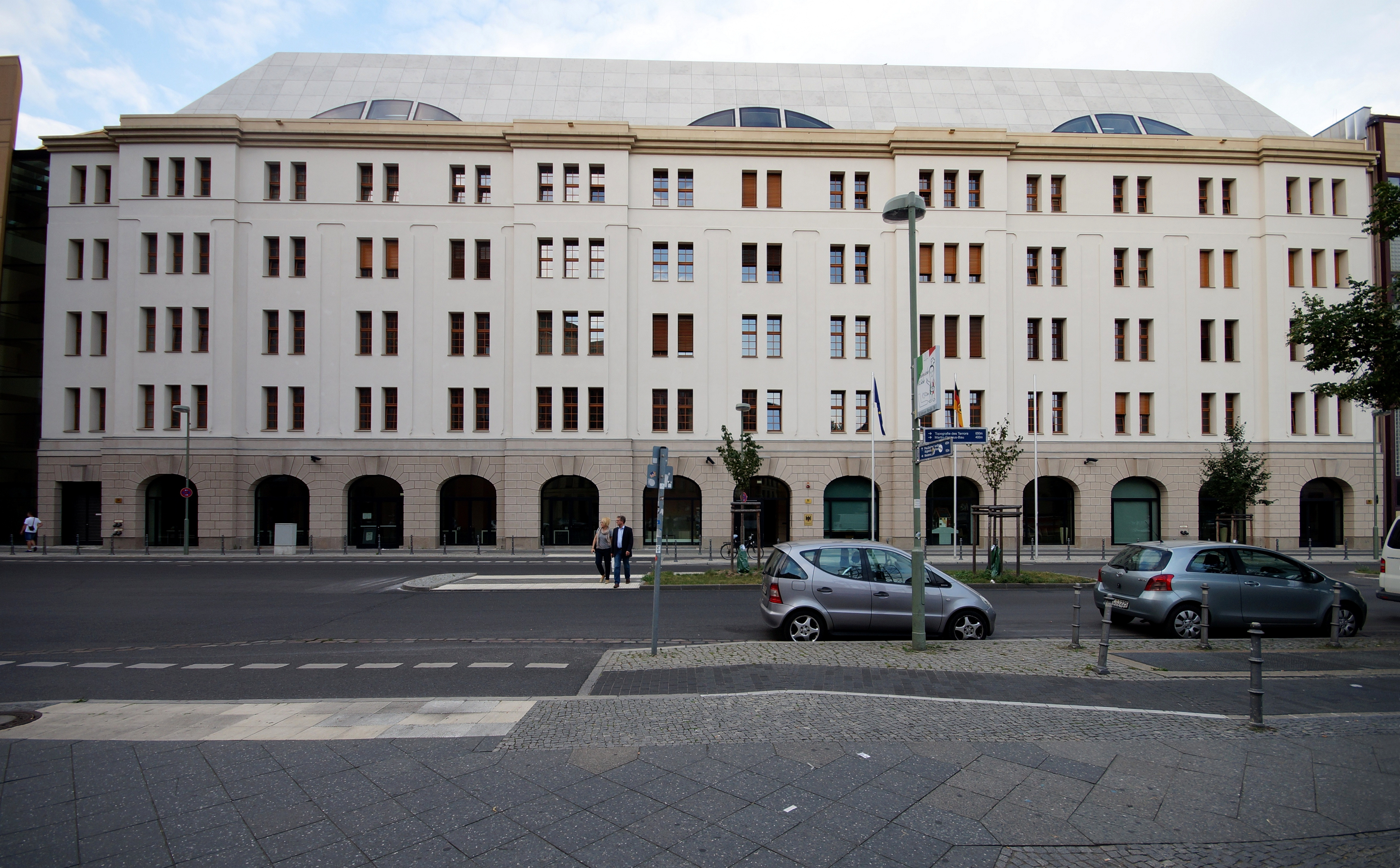
Immeuble de bureaux à Stresemannstraße 128, 2014

Le ministère prussien de l'Agriculture, des Domaines et des Forêts est une autorité suprême et le ministère de l'Agriculture de l'État de Prusse. Il est établi en 1848 dans le royaume de Prusse et se poursuit dans l'État libre de Prusse. En 1935, le ministère est fusionné avec le ministère de l'Alimentation et de l'Agriculture du Reich. Le bureau est à Berlin.

## Histoire
La création du ministère est initiée par le point 5 du décret du roi Frédéric-Guillaume IV du 25 juin 1848 adressé au ministère d'État : "L'administration des affaires agricoles doit être séparée du ministère du Commerce, de l'Artisanat et des Travaux publics et un ministère propre doit être formé pour ces affaires, dont j'ai confié la direction au syndic de la ville, le député , en le nommant ministre d'État".
Ses domaines de compétence comprennent initialement la police agricole, la régulation des relations propriétaires-paysans, les partages communaux (dissolution des biens communaux), le remplacement des charges féodales, la police des pêches et la tutelle des institutions de promotion de l'agriculture et des écoles d'agriculture.
Les attributions du ministère sont progressivement élargies au cours des années suivantes. Le 11 août 1848, les haras sont ajoutés, le 22 juin 1849, la co-expertise des affaires de police vétérinaire, le 26 novembre 1849, les digues, le 2 mars 1850, la co-surveillance des banques de retraite (de) et le 7 mars 1850, l'exécution de la loi sur la police de la chasse. Le 27 avril 1872, les services vétérinaires sont séparés du ministère prussien de l'Intérieur et affectés au ministère de l'Agriculture. Par les décrets du 10 avril 1874 et du 13 août 1876, le ministère se voit confier la surveillance des établissements de crédit agricole et la participation à la surveillance des établissements de crédit de base non agricoles.
Par décret royal du 7 août 1878 et par loi du 13 mars 1879, les domaines et les forêts sont détachés du ministère prussien des Finances et intégrés au ministère de l'Agriculture, rebaptisé en même temps ministère prussien de l'Agriculture, des Domaines et des Forêts.
Au tournant du siècle, le ministère est divisé en trois départements : le département des affaires agricoles et des haras, le département des domaines et le département des affaires forestières et de la chasse. Le département des affaires agricoles et des haras est chargé de superviser le Collège d'économie d'État (de), les collèges agricoles, le Tribunal d'État supérieur des cultures (de), la Commission centrale des landes (de), les instituts de crédit agricole, les haras principaux et d'État et la députation technique pour la science vétérinaire., ainsi que les écoles vétérinaires de Berlin. Le Département des forêts et de la chasse supervise le Conseil d'examen forestier et les académies forestières.
Après la Première Guerre mondiale, le ministère continue d'exister dans l'État libre de Prusse. Son bureau est à Leipziger Platz 6-10 et entre 1913 et 1919 une extension est ajoutée à Königgrätzer Straße 123 B (à partir de 1930 Stresemannstraße 128). Au cours de la dissolution du ministère prussien des travaux publics en 1921, les départements de la gestion de l'eau et du droit de l'eau sont attribués au ministère de l'agriculture. Plus récemment, le ministère est divisé en bureau central, direction de l'administration centrale des domaines et des forêts, direction de l'agriculture, direction des domaines, direction des forêts, direction des haras, direction vétérinaire et direction de la gestion des eaux.
Le ministère est intégré le 1er janvier 1935 dans le ministère de l'Alimentation et de l'Agriculture du Reich, créé en 1919, qui porte jusqu'en 1938 le nom de "ministère impérial et prussien de l'Alimentation et de l'Agriculture".